# Gemma Sardà Llavina
Gemma Sardà Llavina (Barcelona, 12-11-1967) és una escriptora en català, correctora i traductora. Ha desenvolupat la major part de la seva vida professional al diari barceloní La Vanguardia, on actualment (2018) treballa com a correctora i traductora de l'edició en català.
Com a novel·lista, la seva obra és de caràcter intimista, amb un català sempre molt treballat segons els registres. El 2015 va quedar finalista del Premi de novel·la curta Just Manuel Casero amb l'obra La veu del Cyrano, sobre la qual el crític Julià Guillamon va dir: "La primera novel·la de Gemma Sardà té la gran virtut de la naturalitat. Començant per la llengua". El 2016 va quedar finalista del Premi de novel·la curta Just Manuel Casero amb l'obra Mudances (Comanegra), que "destaca per la gran recreació de l'ambient del poble, el seu argot i la consciència d'estar sols i aïllats després de dos episodis existencials colpidors: una separació i una violació", diu l'escriptora Anna Carreras a la crítica de Núvol. El 2005 va publicar el llibre testimoni de la política Manuela de Madre sobre la fibromiàlgia que pateix: Manuela de Madre, vitalidad crónica.

## Obres
- Mudances (Comanegra) 2019
- La veu del Cyrano[1] (Empúries) 2016
- Manuela de Madre, vitalidad crónica (Planeta) 2005